# Celestí Sadurní

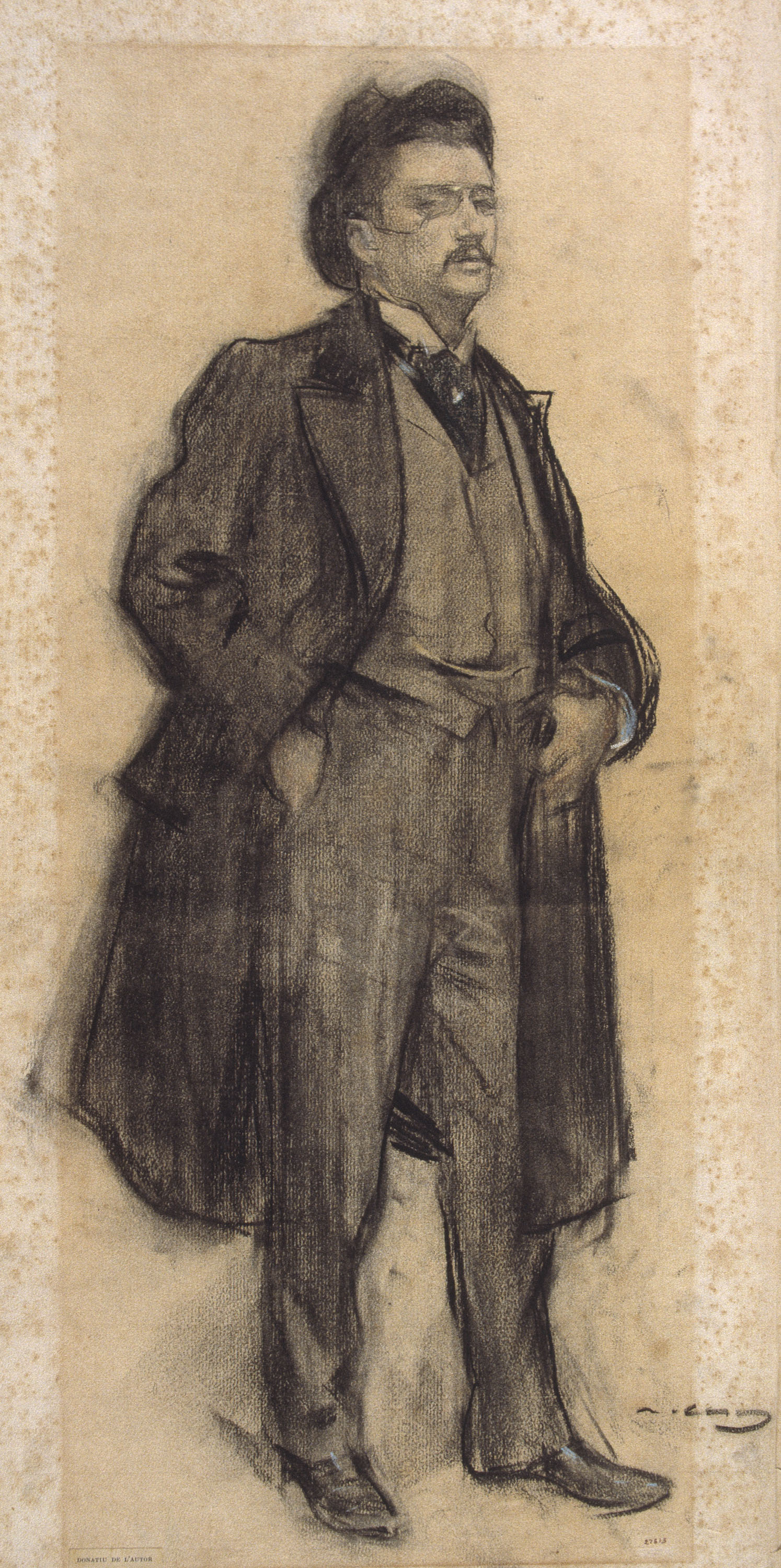
Sadurní visto por Ramón Casas (MNAC).

Celestí Sadurní i Gurguí (Barcelona, 1863-1910) fue un compositor de música español que dirigió la Banda Municipal de Barcelona.

## Biografía
Estudió en el Conservatorio de Liceo con Josep Rodoreda. En 1887 fue nombrado subdirector de la Banda Municipal de Barcelona, y en 1897 fue designado director de la misma. Dirigió la Sociedad Coral Euterpe. Como compositor, destacan sus composiciones para bandas de música y para grupos corales. También realizó obras líricas como Los miqueletes de Olesa, con letra de Apeles Mestres; El gendarme, con texto de Josep Morató; la banda sonora para Pierrot lo Lladre y la ópera Phryné.